# Alexander Gustav Hausch

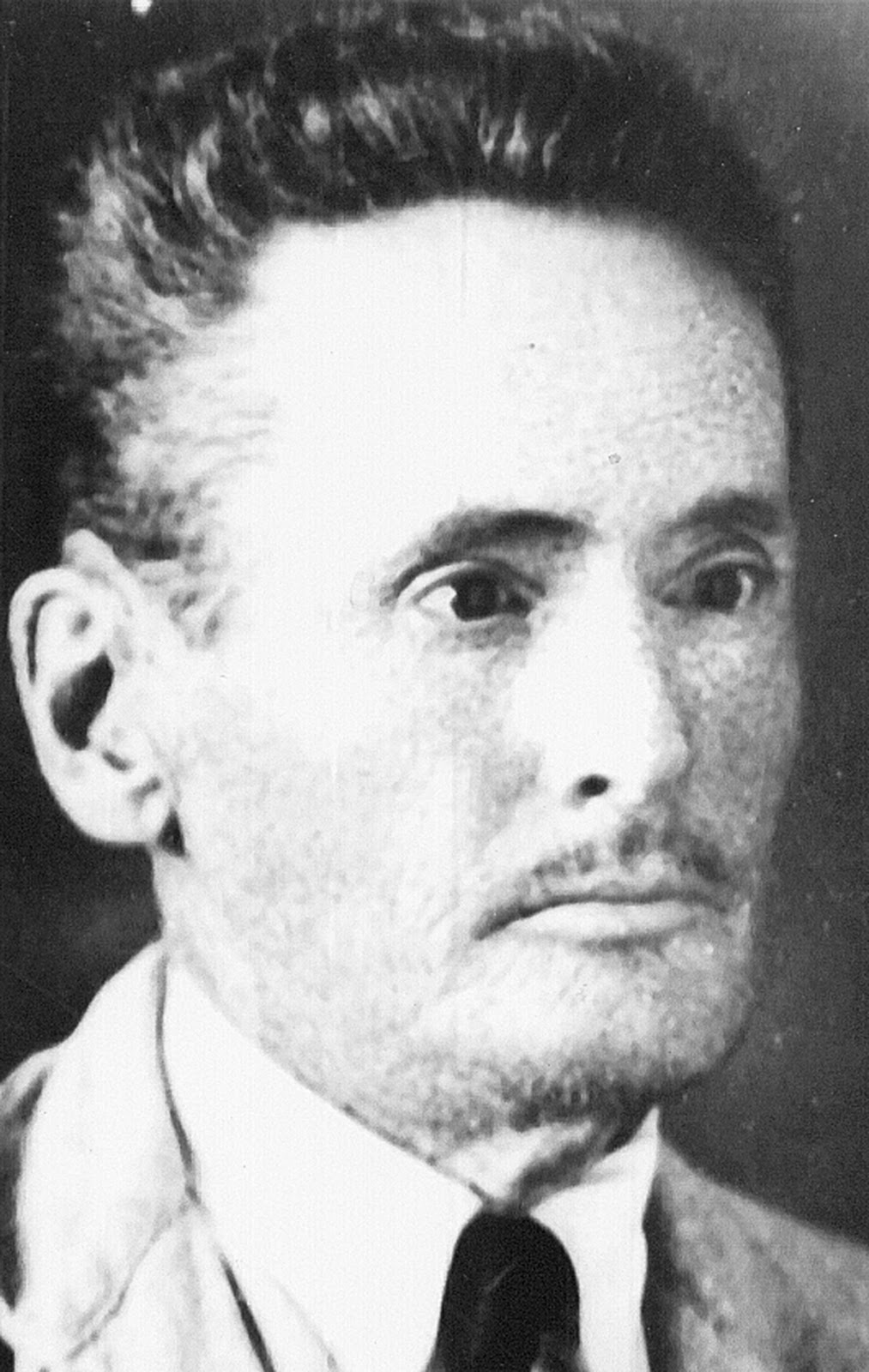
Alexander Gustav Hausch

Alexander Gustav Adolf Fjodorowitsch Hausch (russisch Александр Густав Адольф Фёдорович Гауш; * 30. Augustjul. / 11. September 1873greg. in St. Petersburg; † 7. September 1947 in Simferopol) war ein russisch-sowjetischer Maler und Hochschullehrer.

## Leben
Hauschs in Ludwigsburg geborener Vater Viktor Karl Theodor Hausch (1845–1929) war Kaufmann der I. Gilde in St. Petersburg, heiratete 1868 Mathilde Amalie Luise Freiin von Hauff (1846–1907, Scheidung 1895) und starb in Ulm.
Nach dem Besuch der Schule der Reformierten Kirche in St. Petersburg (1885–1889) studierte Hausch zunächst zwei Monate in Paris an der Académie Julian und dann in St. Petersburg an  der Zeichenschule der Gesellschaft zur Förderung der Künste bei Pawel Tschistjakow mit Abschluss 1893. Das weitere Studium an der Kaiserlichen Akademie der Künste bei Alexander Kisseljow schloss er 1899 ab als Künstler mit dem Anrecht auf die 10. Rangklasse und dem Recht, Zeichenunterricht an Bildungseinrichtungen zu geben. 1894 hatte er eine Reise durch Russland gemacht. Ab 1897 stellte er ständig auf Kunstausstellungen aus. Im August 1897 hatte er die Künstlerin Ljubow Nikolajewna Milioti (1877–1943) geheiratet.
Hausch war Gründungsmitglied und Sekretär der neuen Gesellschaft der Künstler und beteiligte sich an deren Ausstellungen 1904–1905 und 1907. Sein mit Nikolai Fedorowitsch Root verfasstes Lehrbuch der Bilder russischer Künstler erschien 1904. Er reiste nach Deutschland, Frankreich, Italien, Österreich-Ungarn. 1906 besuchte er Spanien und 1911–1912 England. 1911 gestaltete er zusammen mit Alexander Benois in den Sälen der Kaiserlichen Akademie der Künste die Ausstellung zur Architekturgeschichte. Ab 1911 beteiligte er sich an den Ausstellungen der Mir Iskusstwa, deren Mitglied er 1916 wurde. Seine Werke waren auf den internationalen Ausstellungen in Wien (1908), Brüssel (1910), Rom (1911), Venedig (1914), auf der Baltischen Ausstellung in Malmö (1914) und auf einer persönlichen Ausstellung in St. Petersburg 1916 im Ersten Weltkrieg zu sehen. Er beteiligte sich an den Frühjahrsausstellungen in den Sälen der Kaiserlichen Akademie der Künste, der Union der Russischen Künstler, der Gesellschaft Leonardo da Vinci und der Gesellschaft Unabhängiger Künstler sowie an Ausstellungen der Künstlervereinigungen Wenok und Wenok-Stefanos im Isdebski-Salon. Er arbeitete im St. Petersburger Literaten-Kabarett Priwal Komediantow mit, in dem es zum ersten Theaterversuch Marc Chagalls kam.
Ab dem Frühjahr 1907 beteiligte sich Hausch an den Aktivitäten der Kommission für die Untersuchung und Beschreibung des alten St. Petersburgs. Im Oktober 1909 wurde er Direktoriumsmitglied und 1. Kurator des Museums Alt-St.-Petersburg (bis 1920). Nach der Oktoberrevolution gründete er 1918 mit anderen das Stadtmuseum. Kostenlos beriet er Hausbesitzer bei Renovierungen künstlerisch wertvoller Häuser. Zu seinen Bekannten gehörte der Architekt Wiktor Masyrin.
Hausch lehrte an der Sucharewskaja-Schule der Patriotischen Frauengesellschaft (1907) und in den Kunstklassen der Schule für Volkskunst (1912–1924), die nach 1917 in das Technikum für Kunsthandwerk eingegliedert wurde. Nach der Februarrevolution 1917 trat Hausch in die Kommission für die Frage nach einem Kunstmuseum ein und arbeitete in der Spezialkommission für Kunstgewerbe und Handwerksangelegenheiten.
Nach der Oktoberrevolution lehrte Hausch an verschiedenen Bildungseinrichtungen Petrograds. Für das Verlassen Sowjetrusslands erhielt er keine Genehmigungen. Er arbeitete im Petrograder Haus der Kunst mit. Die Einladung Marc Chagalls, im Oktober 1918 als Kurator eines zu gründenden Museums nach Witebsk zu kommen, nahm er nicht an. Er nahm an der ersten staatlichen freien Kunstausstellung 1919 und an der ersten russischen Kunstausstellung in der Galerie Van Diemen in Berlin 1922 teil. 1922 beteiligte er sich an den Ausstellungen der Kuindschi-Gesellschaft der Künstler und der 1890 von Alexander Popow und Kyriak Kostandi in Odessa gegründeten Genossenschaft der Südrussischen Künstler, die 1922 die Kostandi-Kunstgesellschaft wurde. 1923 nahm er an der Ausstellung der Petrograder Künstler aller Richtungen in Petrograd teil. An der Wanderausstellung russischer Kunst in den USA (1924–1925) und an den Ausstellungen der Kostandi-Kunstgesellschaft in Odessa (1925–1929) war er beteiligt.
Hausch war ein begeisterter Freund des Puppentheaters. 1916 hatte in seinem Haus in St. Petersburg an der Angliskaja Nabereschnaja 74 eine Marionettentheateraufführung stattgefunden, an der auch Alexander Blok und Anna Achmotowa teilgenommen hatten. Seit 1916 gehörte Hausch mit Mstislaw Dobuschinski, Nikolai Kalmakow, Sergei Makowski und P. Sasonow der Mir Iskusstwa zum Kunstrat des Petrograder Marionettentheaters J. Slonimskajas. Hausch war an der Entstehung des Puppenspiels zu den Kräften des Guten und der Zauberei beteiligt. 1924 gehörte er zu den Organisatoren des von Jewgeni Demmeni gegründeten Petruschka-Theaters. Hauschs Sohn Juri (1900–1983) wurde ein bekannter Puppenspieldramaturg und schrieb viele Stücke.
Als 1924 der Gesundheitszustand seiner Frau Ljubow Milioti sich verschlechterte, zog Hausch mit ihr in den Süden und ließ sich in Sewastopol nieder. Er lehrte an der Kunstschule Sewastopol. 1928 zogen sie nach Odessa um, wo er als Professor am Kunstinstitut lehrte. 1934 wechselte er zur Kunstschule Odessa (seit 1965 Grekow-Kunstschule). Ab 1939 lebten sie in Jalta. Er war seit 1931 Mitglied der Allrussischen Künstlergenossenschaft und trat 1941 in die Union der Sowjetischen Künstler der Krim ein.
Im Deutsch-Sowjetischen Krieg wurde Jalta, das Hausch mit seiner Frau nicht verlassen hatte, am 7. November 1941 von der Wehrmacht besetzt, nachdem am selben Tag die Armenija als letztes Evakuierungsschiff mit bis zu 7000 Menschen den Jaltaer Hafen verlassen hatte. Das Schiff wurde von der deutschen Luftwaffe versenkt. In Jalta wurde ein jüdisches Ghetto mit 4500 Menschen eingerichtet, die am 18. Dezember 1941 im Rajon Massandra erschossen wurden. Im blockierten Leningrad starb Hauschs Tochter Wera. 1943 gelangte Hausch mit seiner Frau nach Österreich, wo entfernte Verwandte Hauschs lebten. Dort starb bald seine Frau. Nach Kriegsende kehrte Hausch nach Überprüfung im Prüf- und Filtrationslager in Neunkirchen im April 1946 in die UdSSR zurück und ließ sich in Simferopol nieder, ohne weiteren Repressalien ausgesetzt zu sein. Am 7. September 1947 geriet Hausch unter einen Straßenbahnwagen und starb.
1992 zeigte das Russische Museum in St. Petersburg eine Retrospektive mit etwa 75 Werken Hauschs aus seiner St. Petersburger Zeit. Hauschs Werke befinden sich im Russischen Museum, in der Moskauer Tretjakow-Galerie, im Lettischen Nationalen Kunstmuseum in Riga, im Kunstmuseum der Republik Tatarstan und in anderen Museen und Privatsammlungen in Russland, der Ukraine, Armenien und Kasachstan.

## Werke

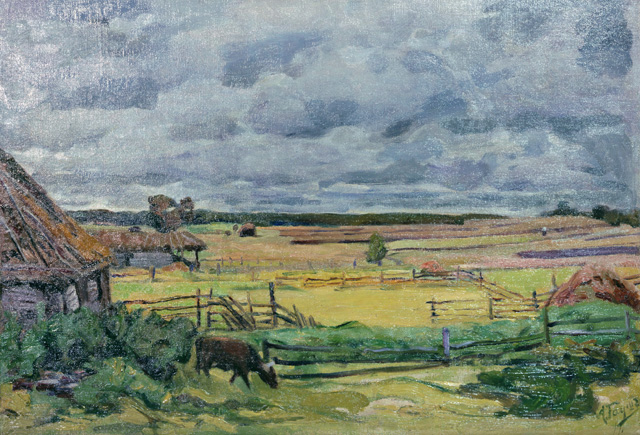
Regentag (1900)
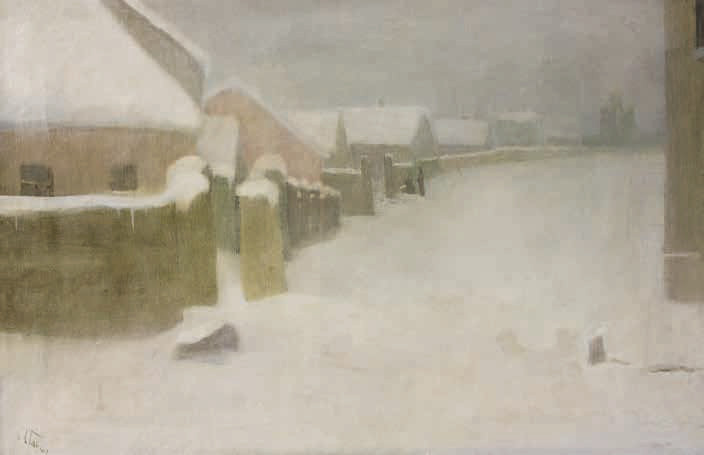
Winterlandschaft (ca. 1900), Kunstmuseum der Republik Tatarstan
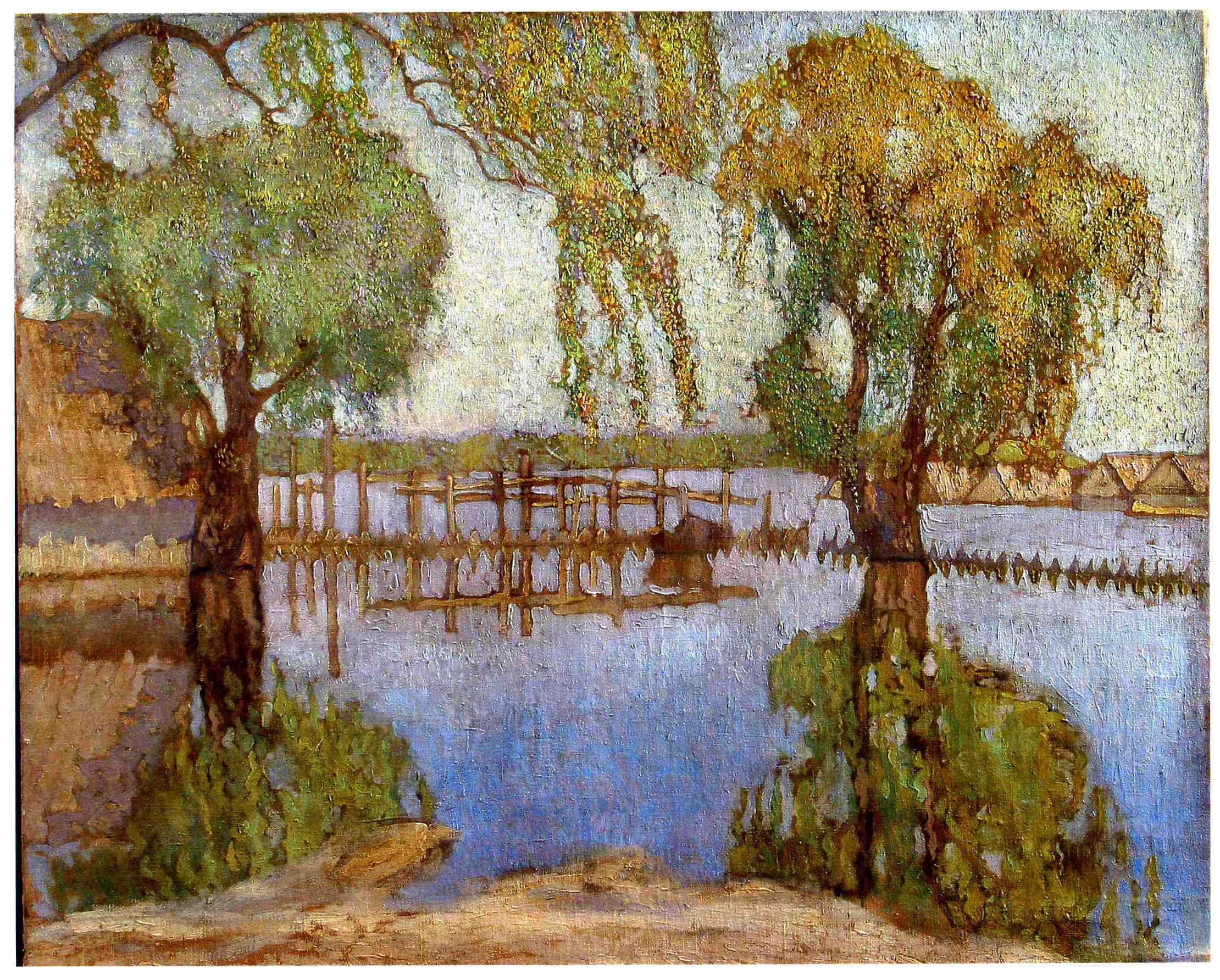
Großes Wasser (1900er Jahre)
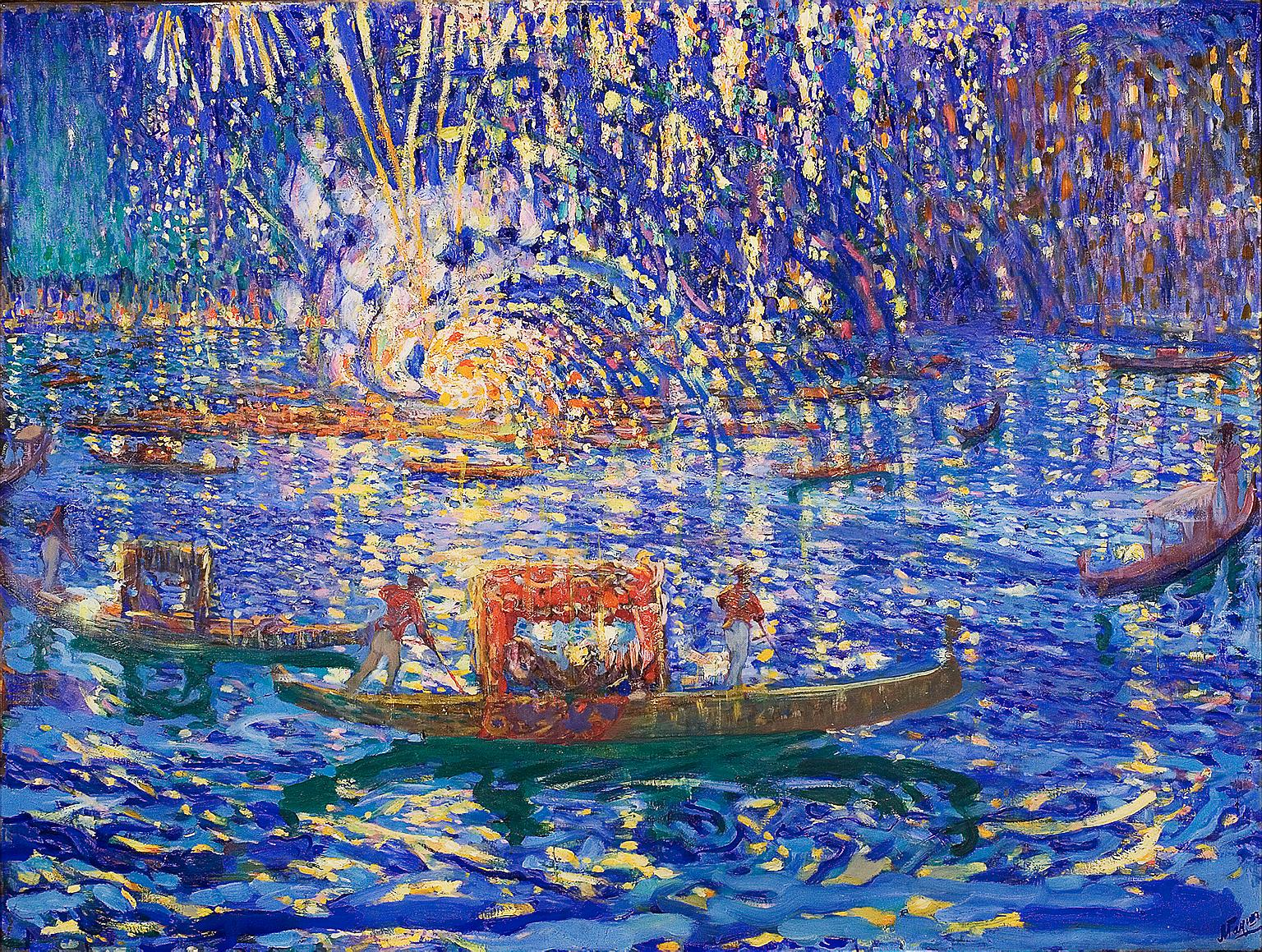
Feuerwerk (1910, Museum Malmö)
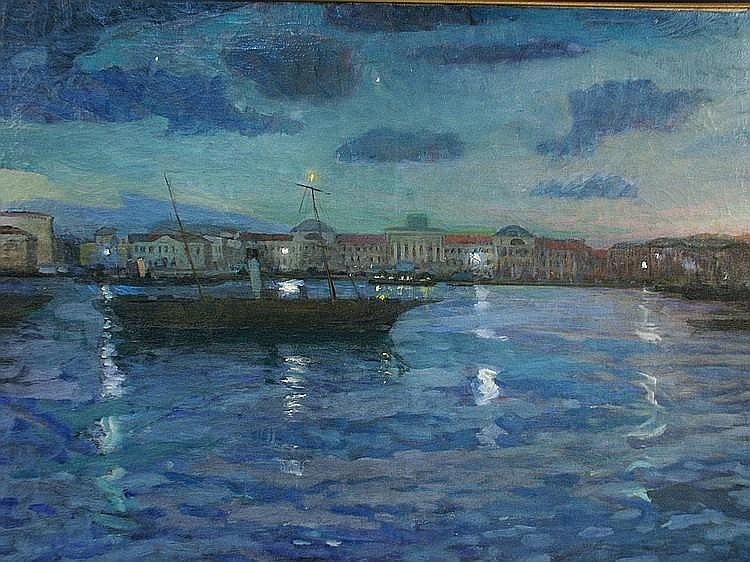
Venezianische Mondnacht
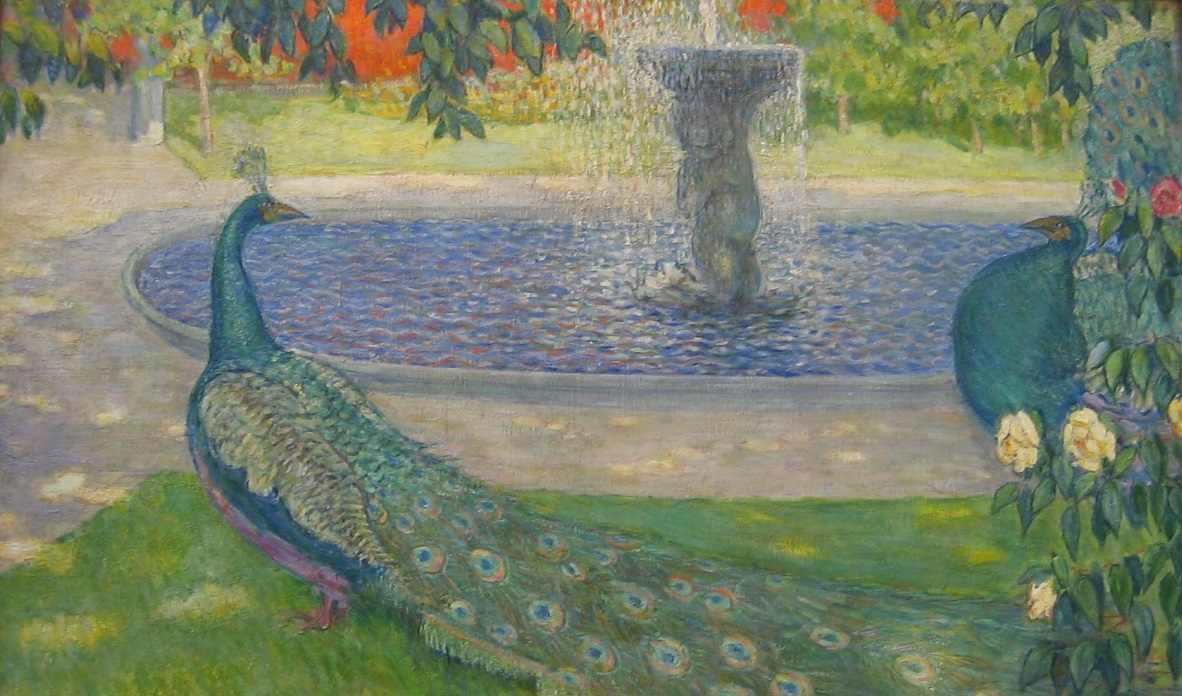
Pfauen am Brunnen (1910er Jahre)
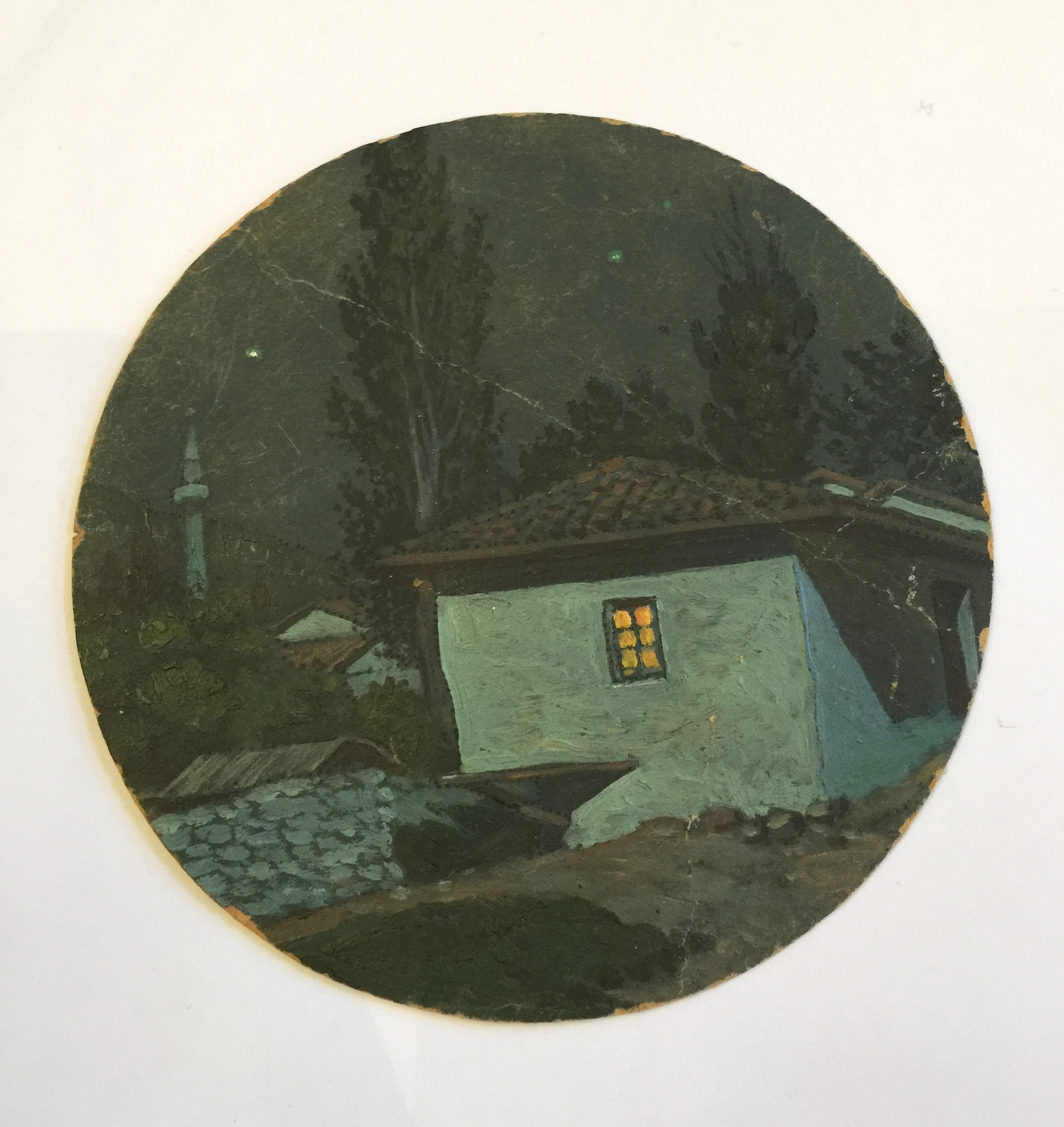
Nacht auf der Krim (1910er Jahre)
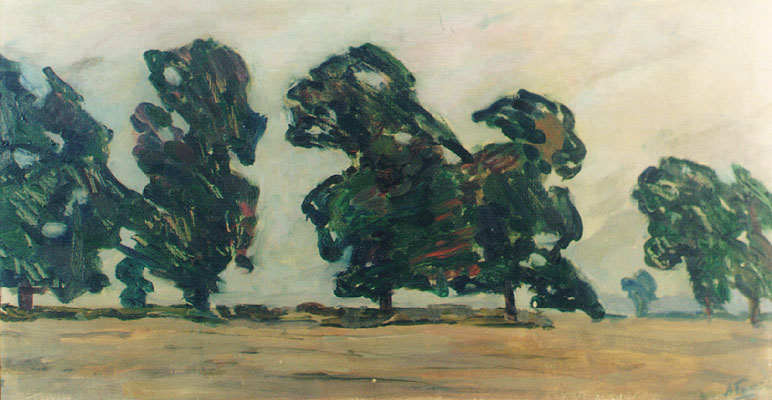
Bäume (1912)
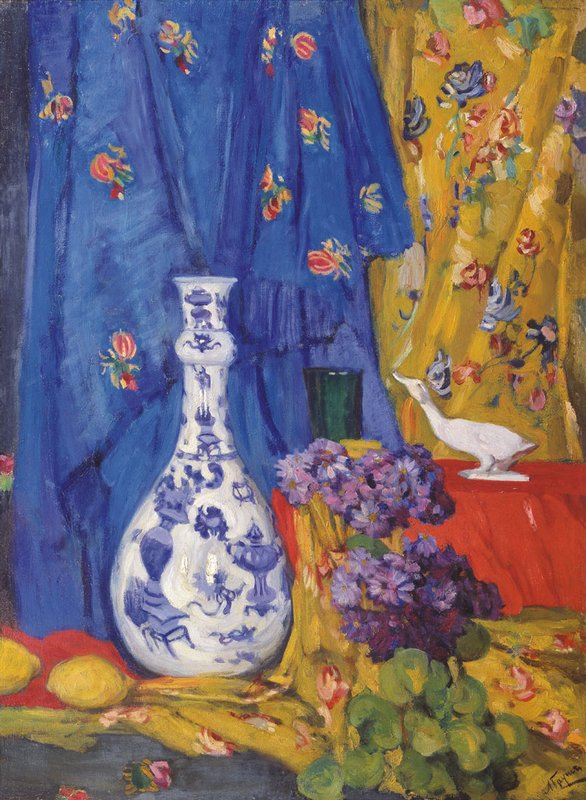
Chinesische Vase (1916)
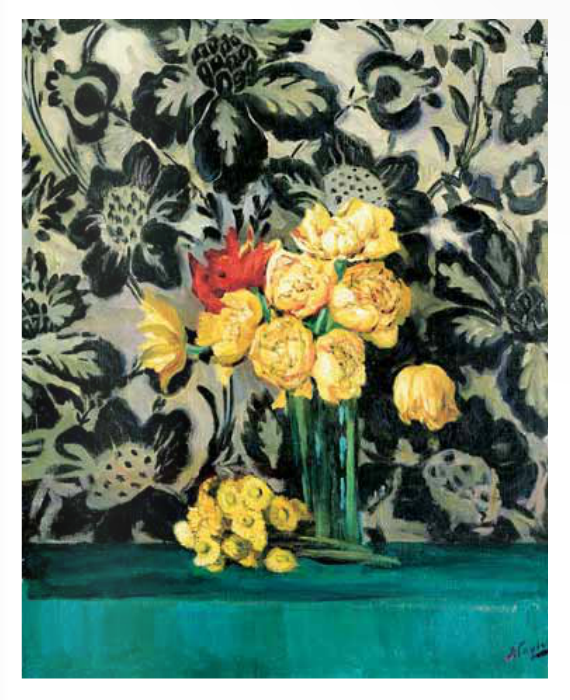
Blumen gelb und schwarz